# Maurice Blocker
Maurice Blocker (* 15. Mai 1963 in Washington, D.C., USA) ist ein ehemaliger US-amerikanischer Boxer im Weltergewicht und Weltmeister der Verbände WBC und WBA sowie linearer Weltmeister.